# Lill Thorén
Lillemor Elisabet "Lill" Thorén, ogift Söderström, född 17 mars 1936 i Stockholm, är en svensk journalist och författare.

## Biografi
Lill Thorén är dotter till journalisten Harry Söderström och Lisa, född Andersson, samt systerdotter till Tage Arnsbjer.
Lill Thorén var journalist på tidningen "Året Runt" innan hon började samarbeta med maken Ulf Thorén i hans TV-produktioner, som exempelvis "Hvar fjortonde dag". Hon har i övrigt frilansat för olika tidningar, Sveriges Television och Sveriges Radio. Efter att exmaken Ulf Thorén förolyckats i december 1978 var hon en av dem som färdigställde dennes film "Lite ditt och datt om Cornelis".
Tillsammans med Åke Cato gjorde hon humorserien "Häpnadsväktarna" som sändes i TV i början av 1980-talet. Hon var redaktör för radioprogram som "Guld i mund", "På nattkröken" och "Augustinatt" där hon samarbetade med Mona Krantz. Lill Thorén var värd för Sommar i P1 den 19 juni 1982 och den 23 juni 1984. Hon har också gett ut ett antal böcker.
Åren 1957 till 1974 var hon gift med TV-profilen Ulf Thorén (1929–1978) och fick barnen Maria 1957, Ulrica 1958, Bror 1963 och Benjamin 1965.